# Наукова педагогічна бібліотека імені К. Д. Ушинського
Держа́вна Бібліоте́ка з педаго́гіки і наро́дної осві́ти і́мені Костянти́на Уши́нського Акаде́мії Педагогі́чних нау́к РРФСР у Москві́ — найбільша в СРСР науково-педагогічна бібліотека; заснована 1925.
Книжкові фонди бібліотеки на 1 січня 1959 становили понад 900 000 друкованих одиниць.
Бібліотека обслуговує наукових співробітників, учителів та громадські організації Російської Федерації і союзних республік, видає щоквартальний бібліографічний покажчик «Література з педагогічних наук».